# イッちゃう戦隊プリンセブン
『イッちゃう戦隊プリンセブン』（イッちゃうせんたいプリンセブン）は、2006年7月10日から同年12月25日まで名古屋テレビ（メ〜テレ）で放送されたスポーツバラエティ番組。

## 概要
毎回中部地方在住の女性スポーツアスリートや女性ダンサーたちをゲストに招いていた深夜番組で、つるの剛士を隊長とするプリンセブンのメンバーが彼女たちにスポーツ勝負やダンス勝負を挑んでいた。ただし、稀にスポーツやダンス以外のものを競技種目に取り上げることもあった。
プリンセブンのメンバーはまずは普通にゲストに勝負を挑むのだが、負けると「プリンルール」という自分たちが有利になるルールを持ち出し、ハンデを付けた上で再挑戦するのが恒例になっていた。そして、ゲストから最も活躍していないと判断されたメンバーは、罰ゲームとして居残り練習を課せられた。
タイトルからお色気番組だと思われがちだが、内容は比較的真面目なスポーツバラエティ番組でお色気要素はほとんど無く、あえて挙げるならプリンセブンのメンバーが毎回コスプレをする程度だった。また、パチンコ企業の一社提供番組だったが、パチンコに関する話題を取り上げることもほとんどなく、エンディングで申し訳程度に流すだけだった。

## あらすじ
プリン星は滅亡の危機に瀕していた。その理由は女王の後継者がいないこと。プリン星から地球に女王の後継者となるプリンセスを探しに、最強の戦士プリンセブンはやってきたのだ。

## 放送時間
時刻はいずれもJST。
- 毎週月曜 25:50 - 26:20 （2006年7月 - 2006年9月）
- 毎週月曜 25:48 - 26:18 （2006年10月 - 2006年12月）

## 出演者
- つるの剛士 - 隊長役で出演。
- 池辺愛（モエヤン） - レッド役で出演。
- 久保いろは（モエヤン） - ブルー役で出演。
- 岡史子 - イエロー役で出演。

## スタッフ
- プロデューサー - 大塚和彦（メ〜テレ）、野口佳久（メディアプロデュースJ）
- ディレクター - 高田眞幸、矢田博史、藤村芳久、フルヤカツトシ、マロニー